# Kennedy Center Honors

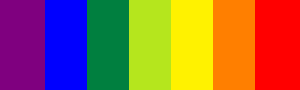
Ruban du Kennedy Center Honors.

Le Kennedy Center Honors est une attribution honorifique américaine décernée aux artistes des arts du spectacle qui se sont illustrés d'une façon prodigieuse dans leur carrière, et qui ont ainsi contribué à la culture américaine (bien que les bénéficiaires ne soient pas nécessairement des citoyens américains). Les récompenses sont remises chaque année depuis 1978, en décembre, à un gala célébrant les lauréats à l'Opéra Kennedy Center (Washington).

## Lauréats

### Années 1970
- 1978 – Marian Anderson, Fred Astaire, George Balanchine, Richard Rodgers, et Arthur Rubinstein
- 1979 – Aaron Copland, Ella Fitzgerald, Henry Fonda, Martha Graham, et Tennessee Williams

### Années 1980
- 1980 – Leonard Bernstein, James Cagney, Agnes de Mille, Lynn Fontanne, et Leontyne Price
- 1981 – Count Basie, Cary Grant, Helen Hayes, Jerome Robbins, et Rudolf Serkin
- 1982 – George Abbott, Lillian Gish, Benny Goodman, Gene Kelly, et Eugene Ormandy
- 1983 – Katherine Dunham, Elia Kazan, Frank Sinatra, James Stewart, et Virgil Thomson
- 1984 – Lena Horne, Danny Kaye, Gian Carlo Menotti, Arthur Miller, et Isaac Stern
- 1985 – Merce Cunningham, Irene Dunne, Bob Hope, Alan Jay Lerner & Frederick Loewe, et Beverly Sills
- 1986 – Lucille Ball, Ray Charles, Hume Cronyn & Jessica Tandy, Yehudi Menuhin, et Antony Tudor
- 1987 – Perry Como, Bette Davis, Sammy Davis Jr., Nathan Milstein, et Alwin Nikolais
- 1988 – Alvin Ailey, George Burns, Myrna Loy, Alexander Schneider, et Roger L. Stevens
- 1989 – Harry Belafonte, Claudette Colbert, Alexandra Danilova, Mary Martin, et William Schuman

### Années 1990
- 1990 – Dizzy Gillespie, Katharine Hepburn, Risë Stevens, Jule Styne, et Billy Wilder
- 1991 – Roy Acuff, Betty Comden & Adolph Green, Nicholas Brothers, Gregory Peck, et Robert Shaw
- 1992 – Lionel Hampton, Paul Newman & Joanne Woodward, Ginger Rogers, Mstislav Rostropovich, et Paul Taylor
- 1993 – Johnny Carson, Arthur Mitchell, Georg Solti, Stephen Sondheim, et Marion Williams
- 1994 – Kirk Douglas, Aretha Franklin, Morton Gould, Harold Prince, et Pete Seeger
- 1995 – Jacques d'Amboise, Marilyn Horne, B.B. King, Sidney Poitier, et Neil Simon
- 1996 – Edward Albee, Benny Carter, Johnny Cash, Jack Lemmon, et Maria Tallchief
- 1997 – Lauren Bacall, Bob Dylan, Charlton Heston, Jessye Norman, et Edward Villella
- 1998 – Bill Cosby (annulé en 2018)[2], Fred Ebb & John Kander, Willie Nelson, André Previn, et Shirley Temple Black
- 1999 – Victor Borge, Sean Connery, Judith Jamison, Jason Robards, et Stevie Wonder

### Années 2000

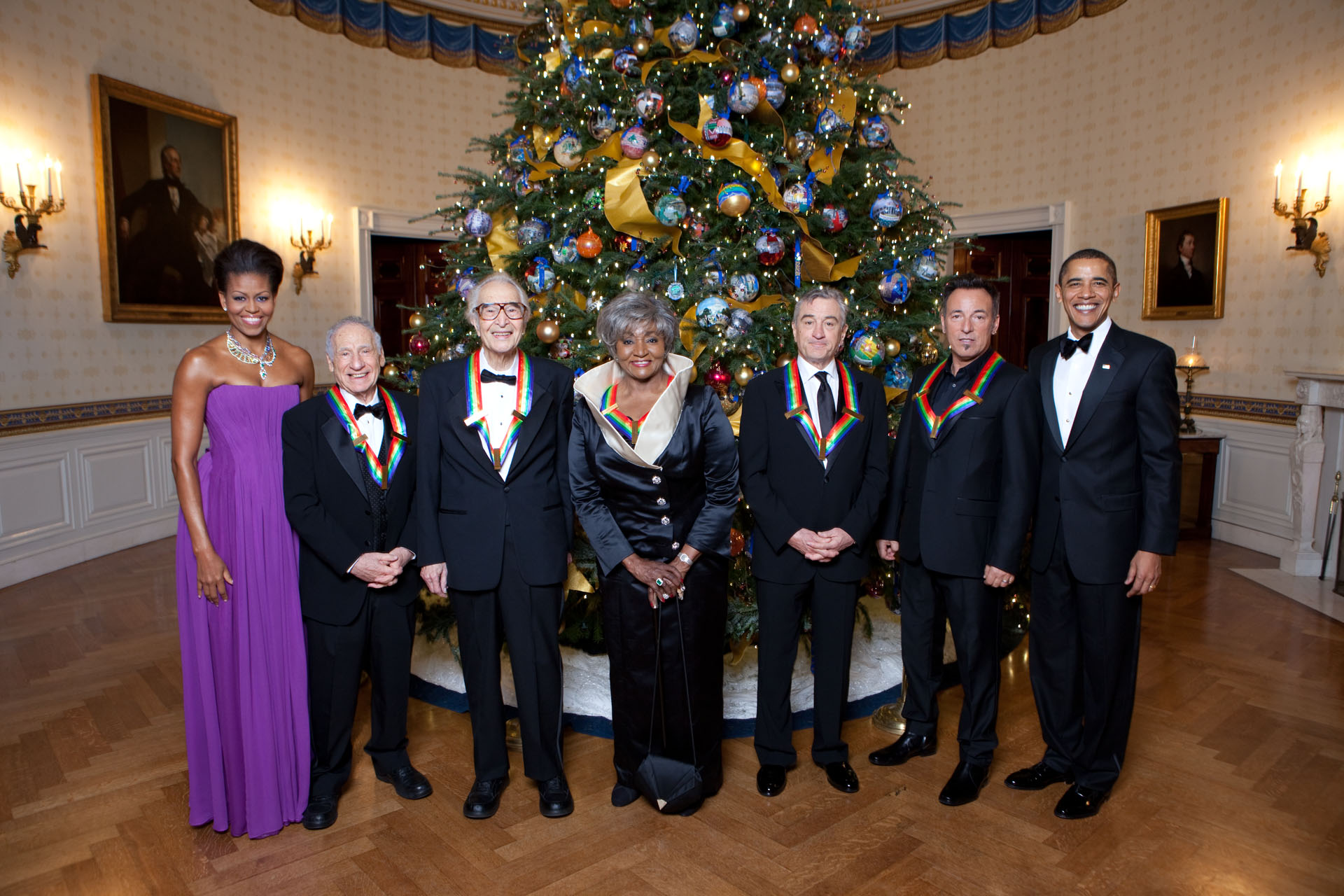
Photographie à la Maison-Blanche, en présence de Barack et Michelle Obama, avec les lauréats de l'édition 2009 : Mel Brooks, Dave Brubeck, Grace Bumbry, Robert De Niro, Bruce Springsteen.

- 2000 – Mikhail Baryshnikov, Chuck Berry, Plácido Domingo, Clint Eastwood, et Angela Lansbury
- 2001 – Julie Andrews, Van Cliburn, Quincy Jones, Jack Nicholson, et Luciano Pavarotti
- 2002 – James Earl Jones, James Levine, Chita Rivera, Paul Simon, et Elizabeth Taylor
- 2003 – James Brown, Carol Burnett, Loretta Lynn, Mike Nichols, et Itzhak Perlman
- 2004 – Warren Beatty, Ossie Davis & Ruby Dee, Elton John, Joan Sutherland, et John Williams
- 2005 – Tony Bennett, Suzanne Farrell, Julie Harris, Robert Redford, et Tina Turner
- 2006 – Andrew Lloyd Webber, Zubin Mehta, Dolly Parton, Smokey Robinson, et Steven Spielberg
- 2007 – Leon Fleisher, Steve Martin, Diana Ross, Martin Scorsese, et Brian Wilson
- 2008 – Morgan Freeman, George Jones, Barbra Streisand, Twyla Tharp, et The Who (Pete Townshend et Roger Daltrey)
- 2009 – Mel Brooks, Dave Brubeck, Grace Bumbry, Robert De Niro, et Bruce Springsteen

### Années 2010
- 2010 – Merle Haggard, Jerry Herman, Bill T. Jones, Paul McCartney, et Oprah Winfrey
- 2011 – Barbara Cook, Neil Diamond, Yo-Yo Ma, Sonny Rollins, et Meryl Streep[3]
- 2012 – Buddy Guy, Dustin Hoffman, Led Zeppelin (John Paul Jones, Jimmy Page et Robert Plant), David Letterman, et Natalia Makarova[4]
- 2013 – Martina Arroyo, Herbie Hancock, Billy Joel, Shirley MacLaine, et Carlos Santana[5]
- 2014 – Al Green, Tom Hanks, Patricia McBride, Sting, et Lily Tomlin[6]
- 2015 –  Carole King, George Lucas, Rita Moreno, Seiji Ozawa, et Cicely Tyson[7]
- 2016 –  Martha Argerich, Eagles (Don Henley, Glenn Frey, Timothy B. Schmit, Joe Walsh)[8]. Al Pacino, Mavis Staples, et James Taylor[9],[10]
- 2017 – Carmen De Lavallade, Gloria Estefan, LL Cool J, Norman Lear, et Lionel Richie
- 2018 – Cher, Philip Glass, Reba McEntire, Wayne Shorter, et les créateurs de Hamilton: An American Musical (Lin-Manuel Miranda, Thomas Kail, Alex Lacamoire, et Andy Blankenbuehler)
- 2019 – Earth, Wind & Fire, Sally Field, Linda Ronstadt, Sesame Street et Michael Tilson Thomas

### Années 2020
- 2020 – Dick Van Dyke, Midori, Joan Baez, Debbie Allen et Garth Brooks
- 2021 – Justino Díaz, Berry Gordy, Lorne Michaels, Bette Midler, et Joni Mitchell[11]
- 2022 – George Clooney, Amy Grant, Gladys Knight, Tania León et U2
- 2023 — Billy Crystal, Renée Fleming, Barry Gibb, Queen Latifah et Dionne Warwick
- 2024 — Francis Ford Coppola, Grateful Dead, Bonnie Raitt, Arturo Sandoval et Apollo Theatre
- 2025 — George Strait, Kiss, Michael Crawford, Gloria Gaynor et Sylvester Stallone